# Noviciado de San Andrés
El Noviciado de San Andrés del Quirinal fue una institución jesuita fundada en 1565 en Roma, destinada a la formación de aquellos destinados a profesar en la Compañía de Jesús.

## Historia

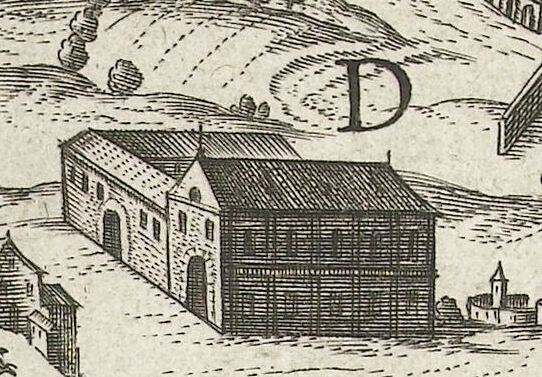
El primer noviciado con su segunda iglesia, consagrada en 1568. (detalle de un mapa de Roma incluido en Vita beatri patris Ignatii Loyolae, 1572)

El origen de la institución se encuentra en la donación por parte de Giovanni Andrea Croce, obispo de Tivoli, de la pequeña iglesia de San Andrés en el Monte Cavallo [Quirinal] así como de unas casas anexas a la Compañía de Jesús. Esta orden destinó las propiedades de esta donación para ser noviciado de la orden. Dos años después, en 1567, iniciaron la construcción de una capilla paralela y anexa a la iglesia de San Andrés según planos del jesuita Giovanni Tristano de Ferrara. Este nuevo templo sería consagrado por el cardenal Marcantonio Colonna el 2 de febrero de 1568.
En octubre de 1567 el joven noble polaco Estanislao de Kostka ingresó en el noviciado, que se encontraba provisionalmente cerca de la casa profesa e iglesia del Gesú, también de la Compañía, durante la construcción de la nueva iglesia del noviciado. En esta época el noviciado sería ricamente dotado por Giovanna d'Aragona, que sería considerada patrona y fundadora del noviciado. Giovanna era viuda de Ascanio I Colonna, pariente lejano del cardenal Marcantonio Colonna.
El final del siglo XVI y hasta mediados del siglo XVII, el noviciado acogería entre sus muros a distintos santos, además de Kostka, como Luis Gonzaga y Juan Berchmans.

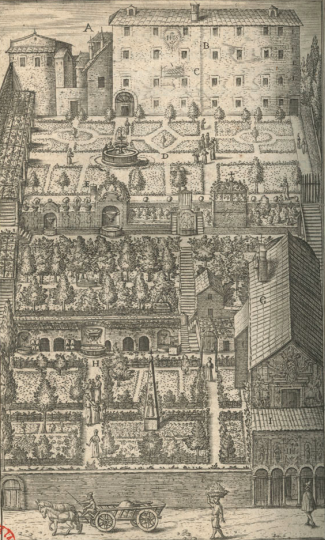
Vista del noviciado en su conjunto, desde su parte posterior, incluyendo el jardín escalonado y la iglesia de San Vital en la parte inferior derecha. (Grabado de Matteus Greuzer en la obra La peinture spirituelle por el jesuita Louis Richeôme, 1611)

En 1595, Clemente VIII donó al noviciado la iglesia de San Vital, de origen paleocristiano, así como su monasterio anexo. Esta iglesia y monasterio se situaban  a espaldas de la iglesia y casa de Sant'Andrea, al pie de la ladera sur del monte Quirinal. Posteriormente, se unirían por medio de un importante jardín.
El cardenal Camillo Pamphilj proveería de fondos para la construcción de una nueva iglesia en 1658, según planos de Gian Lorenzo Bernini. La obra estaría terminada en 1661, aunque sus trabajos de decoración interior solo finalizarían en 1672, con la participación de Mattia de Rossi, alumno de Bernini.
Los jesuitas dejaron el noviciado en 1773, tras la Supresión de la Compañía, recuperándolo en el momento de su restauración en 1814.
El 19 de diciembre de 1871 la institución se disolvió, sus edificios y templo continuaron en manos de la Compañía de Jesús.

## Descripción
La iglesia se dispone en la cuerda del monte Quirinal, en la vía homónima y frente al antiguo palacio pontificio de igual nombre. Hacia el oeste del templo se encuentra el edificio del noviciado que alberga una serie de estancias dedicadas a San Estanislao de Kostka, así como una importante estatua obra de Pierre Legros en el lugar donde murió el santo.En el edificio del noviciado se encontraba un refectorio decorado con frescos de mártires hacia 1570.
El jardín se extendía al sur de la iglesia del noviciado y de su edificio. En el siglo XVII contaba con tres terrazas que descendían hasta el nivel de la basílica de San Vital, que formaba parte del conjunto. En los jardines se encontraban dos relojes de sol (vertical y horizontal) realizados por el astrónomo y erudito jesuita Cristóbal Clavio, conforme a modelos clásicos.

## Valoración
Sobre el noviciado, refiriéndose al aspecto arquitectónico de las casas principales de la Compañía en Roma, dijo el padre de Buck:
Parlando in Roma delle tre case principali della Compagnia di Gesù, di una suol dirsi che "pare e non è", e vuole ìntendersi del Collegio Romano, edificato da Gregorio XIII sul suolo di un vasto palazzo, ma la utilità reale di quella casa non corrisponde all'apparenza esteriore. "Non pare ed è", dicesi della seconda casa, ossia del Noviziato di S. Andrea al Quirinale, la quale non ha apparenza alcuna ali' esterno, benché sia molto vasta ed abbia un numero grande di celle. "Pare ed è", dicesi finalmente della Casa Professa, che apparisce ed è infatti un grande convento, e forse il migliore della città.

(en español, Hablando en Roma de las tres casas principales de la Compañía de Jesús, se dice que una "parece ser y no es", y pretende ser el Colegio Romano, construido por Gregorio XIII -sobre el suelo de un vasto palacio, pero la utilidad real de esa casa no corresponde a su apariencia exterior. "No parece y es", se dice de la segunda casa, es decir, la No parece y es, se dice de la segunda casa, es decir, del Noviciado de S. Andrea al Quirinale, que no tiene apariencia externa, aunque es muy grande y tiene un gran número de celdas. "Parece y es", se dice finalmente de la Casa Profesa, que parece y es de hecho un gran convento, y quizá el mejor de la ciudad.)